# Jardí botànic de Lieja

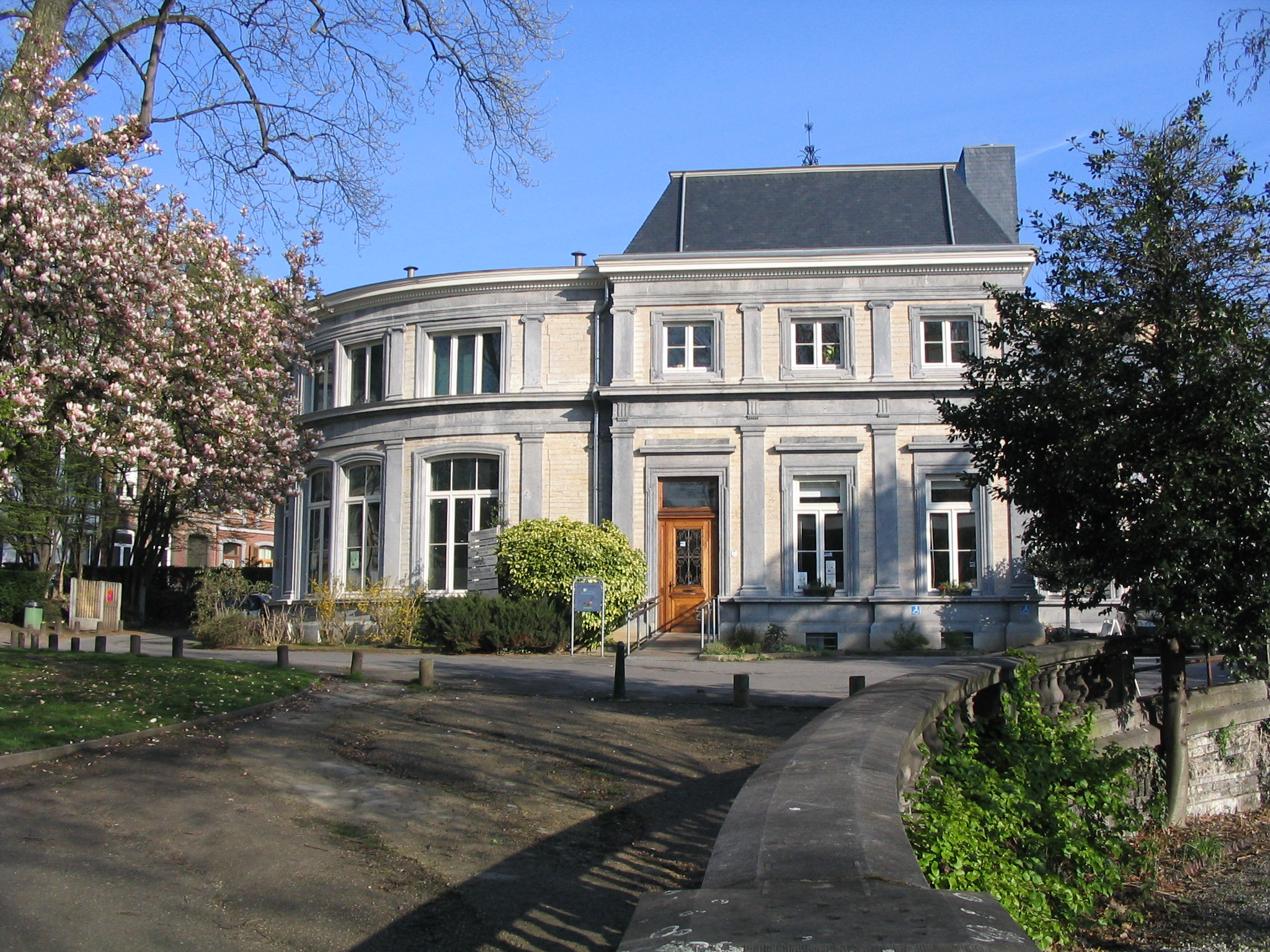
Pavelló de botànica Lambert Noppius, 1883

El jardí botànic de Lieja (en francès Jardin botanique de Liège) és el jardí botànic de la ciutat de Lieja, a Bèlgica. Situat no gaire lluny del centre de la ciutat, el seu parc ofereix un marc de verdor als habitants del barri. S'hi troben algunes espècies rares d'arbres procedents de tots els continents.

## Història
Si els primers arbres d'aquest jardí botànic van ser plantats el 1841, els hivernacles i l'Institut de Botànica i de Farmàcia no van ser inaugurats fins al 1883. Aquests formen part dels vuit Instituts Trasenster construïts en aquesta època. Els edificis són obra de l'arquitecte Lambert Noppius. D'estil neoclàssic i d'una qualitat arquitectural incontestable (van ser classificats el 1994), l'han utilitzat els investigadors i els professors de la Universitat de Lieja durant un centenar d'anys. Aquestes dues disciplines han migrat cap al campus del Sart-Tilman entre 1970 i 1990.
En el transcurs de la seva història, el jardí botànic de Lieja ha estat dirigit pel naturalista belga Charles François Antoine Morren. És aquí que aquest darrer va realitzar la fecundació artificial de la vainilla el 1836.

## Avui
L'antic Institut de Botànica ha trobat un nou ús, el juliol de 2001, s'hi ha instal·lat a l'ala oest, de la Casa de Lieja del Medi Ambient, contenint, a més a més d'una «botiga verda», els despatxos de quatre associacions (AVES, Education- Environnement, Hypothèse et Natagora-RNOB). La mateixa ala comprèn, a més a més d'un celler voltat, completament restaurat i condicionat, la sala dels treballs pràctics. Pel que fa al Centre Regional d'Iniciació al Medi Ambient (CRIDA), s'ha instal·lat a l'ala est, completament renovada. Finalment, a l'antic Institut de Farmàcia protegeix, d'ençà l'any 2005, l'Institut Superior d'Arquitectura Lambert Lombard.